# Cruzeiro do Canal
Die Cruzeiro do Canal ist ein 1986 gebautes Fährschiff der portugiesischen Reederei Atlânticoline, das im Azorenarchipel zwischen den Inseln Faial und Pico im Liniendienst verkehrt.

## Bau und technische Daten
Mitte der 1980er Jahre bestellte die Regionalregierung der Azoren bei der Werft Estaleiros São Jacinto in São Jacinto zwei identische kleine Fährschiffe, die die hölzernen Barkassen Espalamaca und Calheta ersetzen und gleichzeitig eine höhere Passagierkapazität aufweisen sollten. Die Kiellegung des zweiten Schiffes erfolgte unter der Baunummer 158 wahrscheinlich noch 1986. Beim Stapellauf erhielt es zunächst den Namen Cruzeiro das Ilhas. Das im Jahr zuvor gebaute Schwesterschiff wurde zunächst auf den Namen Cruzeiro do Canal getauft, bevor die Namen der beiden Schiffe getauscht wurden.

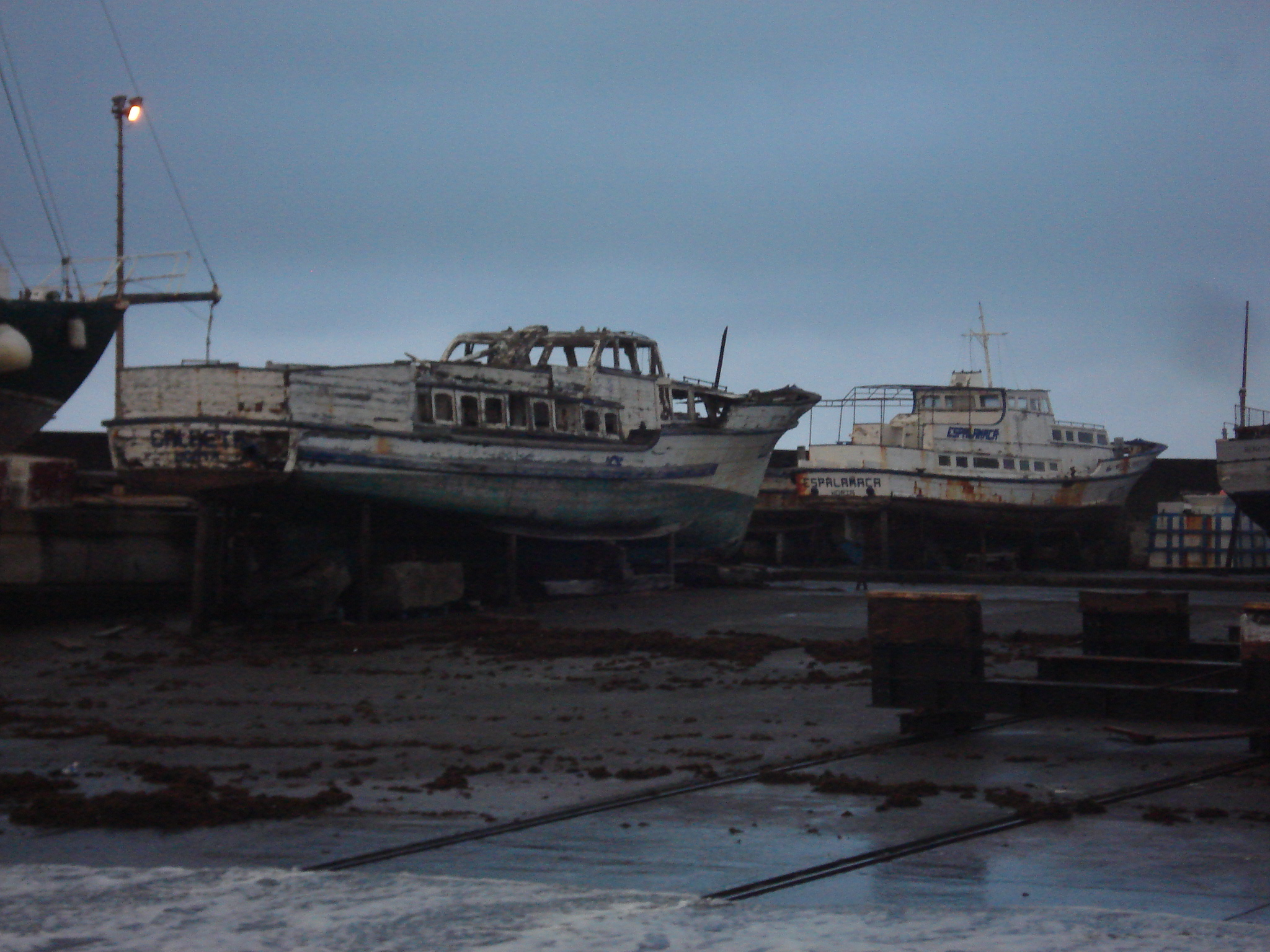
Die aufgelegten Fährboote Calheta und Espalamaca im Jahr 2009

Die Länge des nun Cruzeiro do Canal genannten Schiffes beträgt 32,69 Meter, es ist 8,21 Meter breit und weist einen Tiefgang von 2,75 Metern auf. Das Schiff ist mit 227 BRZ vermessen und hat eine Tragfähigkeit von 45 Tonnen. Der Antrieb besteht aus zwei Cummins-Dieselmotoren vom Typ KTA 19-M4, deren Leistung zusammen 522 kW beträgt. Diese wirken auf zwei Schrauben, das Schiff erreicht eine Geschwindigkeit von 12 Knoten. Die Fähre war bei der früheren Reederei Transmaçor für 244 Passagiere und ist bei der heutigen Reederei Atlânticoline für 193 Passagiere plus zwei Plätze für Krankentragen zugelassen. Die Besatzung besteht aus fünf Mann für den Schiffsbetrieb sowie zwei Stewards.

## Geschichte

### Einsatz beiEmpresa das Lanchos do Pico
Nach Ablieferung an die Regionalregierung, in deren Besitz sich das Schiff bis heute befindet, wurde die Cruzeiro do Canal im Juli 1987 in Dienst gestellt. Sie wurde zunächst von der Empresa das Lanchos do Pico betrieben, die zuvor auch die beiden als Schnellboote bezeichneten hölzernen Motorboote Espalamaca und Calheta unterhalten hatte. Eingesetzt wurde die Cruzeiro do Canal vor allem zwischen Horta auf der Insel Faial und Madalena auf der Insel Pico. Dazu kam die Verbindung von diesen beiden Inseln nach São Jorge – dem sogenannten Dreieck der Zentralgruppe der Azoren.

### Einsatz beiTransmaçor
Nach der Fusion der Empresa das Lanchos do Pico mit der Empresa Açoriana de Transportes Marítimos sowie der Transcanal – Transportes Marítimos do Canal im Dezember 1987 ging die Cruzeiro do Canal an die neugegründete Reederei Transmaçor – Transportes Marítimos Açorianos über. Ab Januar 1988 verkehrte das Schiff für Transmaçor zwischen den bereits zuvor bedienten Horta und Madalena. Zwischen den beiden Häfen wurden täglich mit vier bis sechs Fahrten deutlich mehr Verbindungen angeboten als zuvor. Die häufigen sowie regelmäßigen Verbindungen erleichterten den Fahrgästen die Planbarkeit im Inselverkehr und sind mit dem öffentlichen Personennahverkehr zu vergleichen. Dem entspricht die Inneneinrichtung des Schiffes mit der Anordnung der Plätze in Sitzreihen.

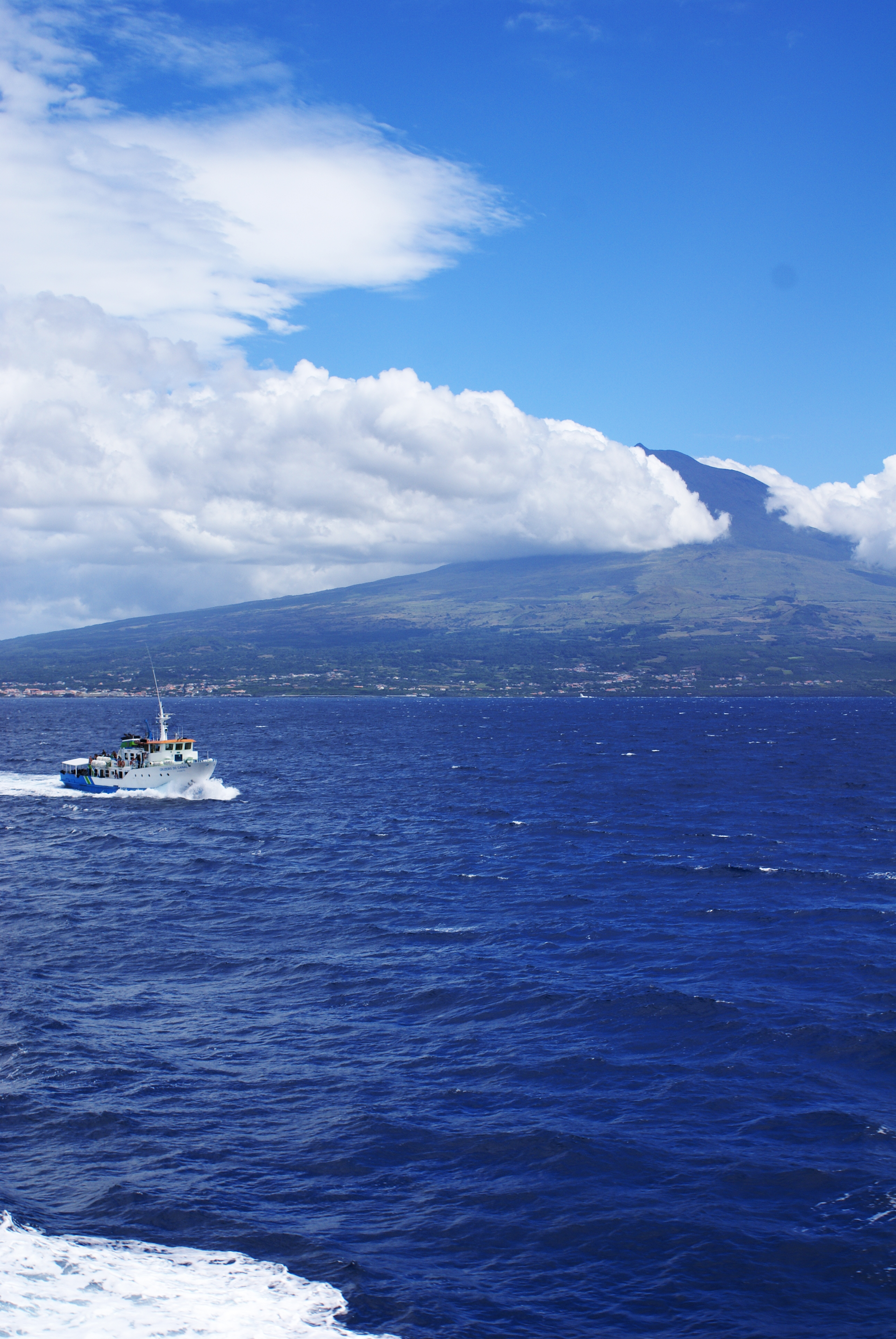
Die Cruzeiro do Canal vor der Insel Pico im Jahr 2010

Ab 2010 plante die Regionalregierung, die beiden Fähren Cruzeiro das Ilhas und Cruzeiro do Canal durch Neubauten zu ersetzen. Die neuen und etwas größeren Schiffe sollten mehr Passagiere und als RoRo-Schiffe erstmals auch Fahrzeuge befördern können. Im März 2014 lösten die Neubauten Mestre Simão und Gilberto Mariano die beiden älteren Fähren im Regelverkehr zwischen Horta und Madalena ab. Die Cruzeiro do Canal verblieb wie ihr Schwesterschiff bei der Reederei und wurde für Ersatz- und Verstärkerfahrten vorgehalten.

### Einsatz beiAtlânticoline
Auf Bestreben der Regionalregierung fusionierte 2015 die Reederei Transmaçor mit der 2005 gegründeten Reederei Atlânticoline. Die Regionalregierung als Mehrheitseigner beider Unternehmen strebte damit einen integrierten Gesamtverkehr auf dem Archipel an und beabsichtigte gleichzeitig, die Kosten zu senken. An der Verwendung der Cruzeiro do Canal änderte sich zunächst nichts. Nach Strandung der Mestre Simão bei der Einfahrt in den Hafen von Madalena am 6. Januar 2018 musste die Atlânticoline auf die alte Cruzeiro do Canal zurückgreifen und sie wieder im Liniendienst einsetzen. Bis zur Indienststellung des Ersatzneubaus Mestre Jaime Feijó im Jahr 2019 verkehrte sie auf deren Verbindungen.
Anschließend verkehrte die Cruzeiro do Canal nach Angaben der Reederei weiter auf der ursprünglichen Route zwischen Horta auf der Insel Faial und Madalena auf der Insel Pico sowie nach São Jorge im Einsatz und vertritt die größeren Schiffe bei Werftaufenthalten.